# Consejo rural (Ucrania)
En Ucrania hasta 2020, se denominaba consejo rural, o más oficialmente consejo de pueblo (en ucraniano: сільська рада, silska rada; a veces simplificado como сільрада, silrada) a cada una de las subdivisiones básicas de gobierno local en las que se organizaba territorialmente el territorio rural del país. Abarcaban la mayor parte del territorio nacional, con excepción del territorio perteneciente a las ciudades y los asentamientos de tipo urbano. Cada consejo rural del  país abarcaba una o más localidades rurales, que podían ser tanto pueblos (en ucraniano: село, selo) como asentamientos no urbanos (en ucraniano: селище, selysche).
Entre 2015 y 2020, estas entidades territoriales desaparecieron para integrarse en los nuevos municipios de Ucrania: en muchos casos formaron nuevos municipios rurales de mayor tamaño, mientras que los pueblos de otros consejos rurales han pasado a ser pedanías de municipios urbanos.

## Historia
Los consejos rurales eran una subdivisión de tercer nivel, que generalmente eran uno de los tres tipos de subdivisiones de los antiguos raiones junto con las ciudades de importancia distrital y los asentamientos de tipo urbano. No obstante, como las ciudades de importancia regional eran también subdivisiones de segundo nivel como los raiones, los consejos rurales también podían depender de dichas ciudades; en este caso, sus pueblos no eran pedanías de la ciudad, sino que el gobierno local de la ciudad ejercía sobre este territorio las funciones de raión. El hecho de formar un consejo rural dentro de una ciudad no impedía que estos pueblos formasen parte geográficamente de uno de sus distritos urbanos. El estatus local de los consejos rurales fue definido en una ley de la Verkhovna Rada de 1997.
En 2015, había un total de 10 279 consejos rurales en Ucrania. Como consecuencia de una reforma territorial iniciada ese año en el país, las subdivisiones de tercer nivel sin suficiencia económica fueron agrupándose a partir de entonces en "comunidades territoriales unificadas" (en ucraniano: об'єднана територіальна громада, obyednana terytorialna hromada), inspiradas parcialmente en las mancomunidades y en los municipios colectivos de otros países europeos. En 2020, se completó el mapa de las nuevas comunidades, que son los actuales municipios de Ucrania.
El gobierno local de Ucrania ha sido históricamente variable por las diferencias históricas entre las regiones del país. En la Rus de Kiev se creó la veche en las ciudades, junto con asambleas similares en las zonas rurales conocidas como zbory y verv. El Gran Ducado de Lituania y más tarde el Imperio ruso generalizaron el gobierno local tanto en las ciudades como en los pueblos, pero con el paso del tiempo se generó una gran disparidad de formas como el Derecho de Magdeburgo  de algunas ciudades, los vólost, los zemstvo y los powiat, entre otros. Las actuales formas de gobierno local tienen su origen en el período revolucionario de 1917-1921, cuando los consejos de obreros, soldados y campesinos dieron lugar en la Unión Soviética a los selsoviet. La ley de 1997 se limitó a replicar el modelo soviético, pero desde entonces hubo varios proyectos para reformar el gobierno rural, que dieron lugar al actual mapa municipal creado entre 2015 y 2020.